# Short track vid olympiska vinterspelen 2022
Short track vid olympiska vinterspelen 2022 arrangerades på Huvudstadsstadion i Peking i Kina mellan den 5 och 16 februari 2022. 107 skridskoåkare representerandes 20 olika nationella olympiska kommitteér tävlade i 9 grenar. I juli 2018 beslutade Internationella olympiska kommittén att införa en mixedstafett som ny gren till spelen 2022.

## Medaljsammanfattning
Damer
| Gren                             | Guld                                                                            | Guld     | Silver                                                    | Silver   | Brons                                            | Brons    |
| 500 meter Detaljer...            | Arianna Fontana Italien                                                         | 42,488   | Suzanne Schulting Nederländerna                           | 42,559   | Kim Boutin Kanada                                | 42,724   |
| 1 000 meter Detaljer...          | Suzanne Schulting Nederländerna                                                 | 1.28,391 | Choi Min-jeong Sydkorea                                   | 1.28,443 | Hanne Desmet Belgien                             | 1.28,928 |
| 1 500 meter Detaljer...          | Choi Min-jeong Sydkorea                                                         | 2.17,789 | Arianna Fontana Italien                                   | 2.17,862 | Suzanne Schulting Nederländerna                  | 2.17,865 |
| Stafett, 3 000 meter Detaljer... | Nederländerna Suzanne Schulting Selma Poutsma Xandra Velzeboer Yara van Kerkhof | 4.03,409 | Sydkorea Seo Whi-min Choi Min-jeong Kim A-lang Lee Yu-bin | 4.03,627 | Kina Qu Chunyu Han Yutong Fan Kexin Zhang Yuting | 4.03,863 |

Herrar
| Gren                             | Guld                                                                               | Guld     | Silver                                                                         | Silver   | Brons                                                                 | Brons    |
| 500 meter Detaljer...            | Shaoang Liu Ungern                                                                 | 40,338   | Konstantin Ivliev ROC                                                          | 40,431   | Steven Dubois Kanada                                                  | 40,669   |
| 1 000 meter Detaljer...          | Ren Ziwei Kina                                                                     | 1.26,768 | Li Wenlong Kina                                                                | 1.29,917 | Shaoang Liu Ungern                                                    | 1.35,693 |
| 1 500 meter Detaljer...          | Daeheon Hwang Sydkorea                                                             | 2.09,219 | Steven Dubois Kanada                                                           | 2.09,254 | Semen Elistratov ROC                                                  | 2.09,267 |
| Stafett, 5 000 meter Detaljer... | Kanada Charles Hamelin Steven Dubois Jordan Pierre-Gilles Pascal Dion Maxime Laoun | 6.41,257 | Sydkorea Lee June-seo Hwang Dae-heon Kwak Yoon-gy Park Jang-hyuk Kim Dong-wook | 6.41,679 | Italien Pietro Sighel Yuri Confortola Tommaso Dotti Andrea Cassinelli | 6.43,431 |

Mixed
| Gren                             | Guld                                                      | Guld     | Silver | Silver   | Brons                                                                                 | Brons    |
| Stafett, 2 000 meter Detaljer... | Kina Qu Chunyu Fan Kexin Wu Dajing Ren Ziwei Zhang Yuting | 2.37,348 | Italien Arianna Fontana Martina Valcepina Pietro Sighel Andrea Cassinelli Arianna Valcepina Yuri Confortola | 2.37,364 | Ungern Petra Jászapáti Zsófia Kónya Shaoang Liu Shaolin Sándor Liu John-Henry Krueger | 2.40,900 |

## Medaljtabell
| Pl. | Nation        | Guld | Silver | Brons | Totalt |
| --- | ------------- | ---- | ------ | ----- | ------ |
| 1   | Sydkorea      | 2    | 3      | 0     | 5      |
| 2   | Kina          | 2    | 1      | 1     | 4      |
| 2   | Nederländerna | 2    | 1      | 1     | 4      |
| 4   | Italien       | 1    | 2      | 1     | 4      |
| 5   | Kanada        | 1    | 1      | 2     | 4      |
| 6   | Ungern        | 1    | 0      | 2     | 3      |
| 7   | ROC           | 0    | 1      | 1     | 2      |
| 8   | Belgien       | 0    | 0      | 1     | 1      |
|     | Totalt        | 9    | 9      | 9     | 27     |

### Fotnoter
1. ↑  Short Track Speed Skating. Arkiverad 22 april 2021 hämtat från the Wayback Machine. beijing2022.cn. Läst 6 februari 2022.
2. ↑  (30 januari 2022). Short Track Speed Skating – Number of Entries by NOC. Arkiverad 6 februari 2022 hämtat från the Wayback Machine. beijing2022.cn. Läst 6 februari 2022.
3. ↑  (18 juli 2018). Beijing 2022: IOC announces seven new events for Winter Olympics. BBC. Läst 6 februari 2022.
4. ↑  ”Women's 500m - Finals Results - Olympic Short Track Speed Skating”. https://olympics.com/beijing-2022/olympic-games/en/results/short-track-speed-skating/results-women-s-500m-fnl-.htm. Läst 12 februari 2022.
5. ↑  ”Women's 1000m - Finals Results - Olympic Short Track Speed Skating”. https://olympics.com/beijing-2022/olympic-games/en/results/short-track-speed-skating/results-women-s-1000m-fnl-.htm. Läst 12 februari 2022.
6. ↑  ”Women's 1500m - Finals Results - Olympic Short Track Speed Skating”. https://olympics.com/beijing-2022/olympic-games/en/results/short-track-speed-skating/results-women-s-1500m-fnl-.htm. Läst 16 februari 2022.
7. ↑  ”Women's 3000m Relay - Finals Results - Olympic Short Track Speed Skating”. https://olympics.com/beijing-2022/olympic-games/en/results/short-track-speed-skating/results-women-s-3000m-relay-fnl-.htm. Läst 13 februari 2022.
8. ↑  ”Men's 500m - Finals Results - Olympic Short Track Speed Skating”. https://olympics.com/beijing-2022/olympic-games/en/results/short-track-speed-skating/results-men-s-500m-fnl-.htm. Läst 13 februari 2022.
9. ↑  ”Men's 1000m - Finals Results - Olympic Short Track Speed Skating”. https://olympics.com/beijing-2022/olympic-games/en/results/short-track-speed-skating/results-men-s-1000m-fnl-.htm. Läst 12 februari 2022.
10. ↑  ”Men's 1500m - Finals Results - Olympic Short Track Speed Skating”. https://olympics.com/beijing-2022/olympic-games/en/results/short-track-speed-skating/results-men-s-1500m-fnl-.htm. Läst 12 februari 2022.
11. ↑  ”Men's 5000m Relay - Finals Results - Olympic Short Track Speed Skating”. https://olympics.com/beijing-2022/olympic-games/en/results/short-track-speed-skating/results-men-s-5000m-relay-fnl-.htm. Läst 16 februari 2022.
12. ↑  (5 februari 2022). Short Track Speed Skating - Mixed Team Relay. beijing2022.cn. Läst 6 februari 2022.